# Joshua Okamoto
Joshua Ernesto Okamoto Brambila (en japonés: ジョシュア・オカモト) (Saitama, Prefectura de Saitama; 17 de julio de 1995) es un actor mexicano. Es conocido por sus papeles en Control Z (2022) como Gibrán, Sexo, pudor y lágrimas 2 (2022) como Fichas, y Narcos: México (2018) como Manuel.

## Primeros años
Joshua Ernesto Okamoto Brambila nació el 17 de julio de 1995 en Saitama, Japón, siendo hijo de padre japonés, y de la mexicana Elizabeth Brambila. Okamoto fue registrado en el servicio exterior mexicano, obteniendo así la nacionalidad mexicana. A los tres años de haber nacido, su familia y él se mudaron a México, donde se asentaron en Guadalajara, Jalisco. En dicho estado, se intereso e involucro en las artes escénicas. Al crecer, emigró al Estado de México, y se estableció en la ciudad de Tlalnepantla de Baz, donde estudió actuación en la escuela CasAzul Artes Escénicas Argos.

## Carrera
Trabajó bajo la dirección de Alex Sánchez en el drama Sonriendo con el corazón (2019). En 2021 protagonizó la película Muerte al verano.
Apareció en la serie de Netflix, Control Z (2022) como Gibrán, y en la película Sexo, pudor y lágrimas 2 (2021) como Fichas. Debutó en el cine de Estados Unidos con la décima entrega de la franquicia de Saw, Saw X (2023).

## Filmografía

### Cine
| Año  | Título                   | Personaje | Referencia |
| ---- | ------------------------ | --------- | ---------- |
| 2018 | El club de los insomnes  | Duende    |            |
| 2019 | Con olor a Guanajuato    | Makako    |            |
| 2021 | Muerte en verano         | Román     |            |
| 2022 | Sexo, pudor y lágrimas 2 | Fichas    | [ 13 ]     |
| 2023 | Saw X                    | Diego     | [ 14 ]     |
| -    | Berehezade               | Mino      |            |

### Televisión
| Año  | Título               | Personaje    | Referencia |
| ---- | -------------------- | ------------ | ---------- |
| 2018 | Narcos: México       | Manuel       |            |
| 2019 | El Club              | Extra        |            |
| 2022 | Control Z            | Gibrán       | [ 15 ]     |
| 2023 | VGLY                 | Trippy Bacha |            |
| 2024 | Los Reyes de Oriente | Javo         |            |